# Toyonaka
Toyonaka (japanska: 豊中市?, Toyonaka-shi) är en stad i nordvästra Osaka prefektur i Japan. Staden fick stadsrättigheter 1936 
och har sedan 2012
status som kärnstad (japanska: 中核市?, Chūkakushi) enligt lagen om lokalt självstyre.
Staden har ett campus tillhörande Osaka universitet. 